# Роузбум (Нью-Йорк)
Роузбум (англ. Roseboom) — місто (англ. town) в США, в окрузі Отсего штату Нью-Йорк. Населення — 690 осіб (2020).

## Демографія
Згідно з переписом 2010 року, у місті мешкало 711 осіб у 315 домогосподарствах у складі 202 родин. Було 477 помешкань
Расовий склад населення:
| - 97,7 % — білих - 0,7 % — чорних або афроамериканців - 0,3 % — корінних американців - 0,3 % — азіатів |

До двох чи більше рас належало 1,0 %. Частка іспаномовних становила 1,5 % від усіх жителів.
За віковим діапазоном населення розподілялося таким чином: 18,1 % — особи молодші 18 років, 67,8 % — особи у віці 18—64 років, 14,1 % — особи у віці 65 років та старші. Медіана віку мешканця становила 46,5 року. На 100 осіб жіночої статі у місті припадало 102,6 чоловіків;  на 100 жінок у віці від 18 років та старших — 102,8 чоловіків також старших 18 років.
Середній дохід на одне домашнє господарство  становив 57 498 доларів США (медіана — 46 875), а середній дохід на одну сім'ю — 68 915 доларів (медіана — 60 357). Медіана доходів становила 40 333 долари для чоловіків та 39 821 долар для жінок. За межею бідності перебувало 13,5 % осіб, у тому числі 22,5 % дітей у віці до 18 років та 5,8 % осіб у віці 65 років та старших.
Цивільне працевлаштоване населення становило 349 осіб. Основні галузі зайнятості: освіта, охорона здоров'я та соціальна допомога — 44,7 %, роздрібна торгівля — 16,9 %, будівництво — 7,4 %, виробництво — 5,2 %.